# Креспеллано
Креспеллано (итал. Crespellano) — упразднённая коммуна в Италии, расположена в области Эмилия-Романья, подчиняется административному центру Болонья. Ныне является фракцией коммуны Вальсамоджа. 
Население коммуны, на 31.12.2013 года, составляло 10 163 человек, плотность населения — 271,03 чел./км². Коммуна занимала площадь 37,50 км². 
Почтовый индекс — 40056. Телефонный код — 051.
Покровителем коммуны почитается святой Савин из Сполето, день его памяти ежегодно отмечается 7 декабря.

## История
Коммуна Креспеллано была упразднена 1 января 2014 года, с целью создания новой коммуны Вальсамоджа. Она была создана путём объединения соседних муниципалитетов Креспеллано, Бадзано, Монтевельо, Савиньо и Кастелло-ди-Серравалле.

## Известные уроженцы
- Фаустино Малагути (1802—1878) — французский химик.